# Julio López Hernández
Julio López Hernández   (Madrid, 1930 - Madrid, 8 de maig de 2018) va ser un escultor espanyol.

## Biografia
Comença molt prompte el contacte amb l'escultura, donat que tant son pare com el seu avi són orfebres. Es formà a l'Escola d'Arts i Oficis de Madrid, passant als dinou anys a estudiar a la Reial Acadèmia de Belles Arts de San Fernando.
És en aquest moment quan comença la seua amistat amb altres artistes como Antonio López García i Lucio Muñoz. En 1962 es casa amb Esperanza Parada (també pintora, que morí el 2011), amb qui té dues filles, que en moltes ocasions faran de models per al seu pare.
Obtingué beques del Liceu Francès i de la fundació Joan March per a realitzar viatges a França i Itàlia. A partir de 1970 treballa com a professor de Modelat a l'Escola d'Arts i Oficis de Madrid.
Al llarg de la seua carrera ha rebut premis i homenatges, destacant el Premi Nacional d'Arts Plàstiques d'Espanya en 1982, el Premi Nacional de Medalla Tomás Francisco Prieto de la Fàbrica Nacional de Moneda i Timbre o la Medalla d'Honor de la Universitat Internacional Menéndez Pelayo. El 28 d'abril de 1986 és triat acadèmic en la Reial Acadèmia de Belles Arts de San Fernando de Madrid.

## Trajectòria artística
La seua primera exposició individual fou l'any 1965, a la Galeria Juana Mordó de Madrid, i a partir d'aquest moment, la seva obra ha estat exposada en importants sales de tot el territori nacional, com la Fundació Rodríguez Acosta de Granada a la Caixa d'Estalvis d'Astúries, el Monestir de Sant Francesc a Càceres, el Museu Nacional d'Escultura de Valladolid, la Fundació Santillana o la Galeria Leandro Navarro de Madrid.
Encara que les talles religioses són els seus treballs al començament de la seua carrera, prompte els temes quotidians i familiars van guanyar terreny, emprant fonamentalment el bronze com material per treballar la seua creativitat, sense deixar de banda la importància de les textures. Treballa peces tant a mida natural com medalles (que comença a treballar a partir de 1995). Li agrada treballar sèries temàtiques, com la dedicada als escriptors guanyadors del Premi Cervantes. Té obres de mida major com: Tors de Jorge Manrique a Paredes de Nava (Palència); Monuments a Andrés Segovia, a Federico García Lorca, al pintor Sebastián Muñoz; bustos com els de Fernando de los Ríos, Gerardo Diego; etc.
En 1951 participa en el projecte de "Escuela de Escultores de Coca" junt a César Montaña i Eduardo Capa entre d'altres. Com artista evoluciona de l'expressionisme al realisme, cosa que fa que es puga incloure en l'anomenada "escola realista madrilenya" junt a Antonio López García, Amalia Avia, Isabel Quintanilla, María Moreno…

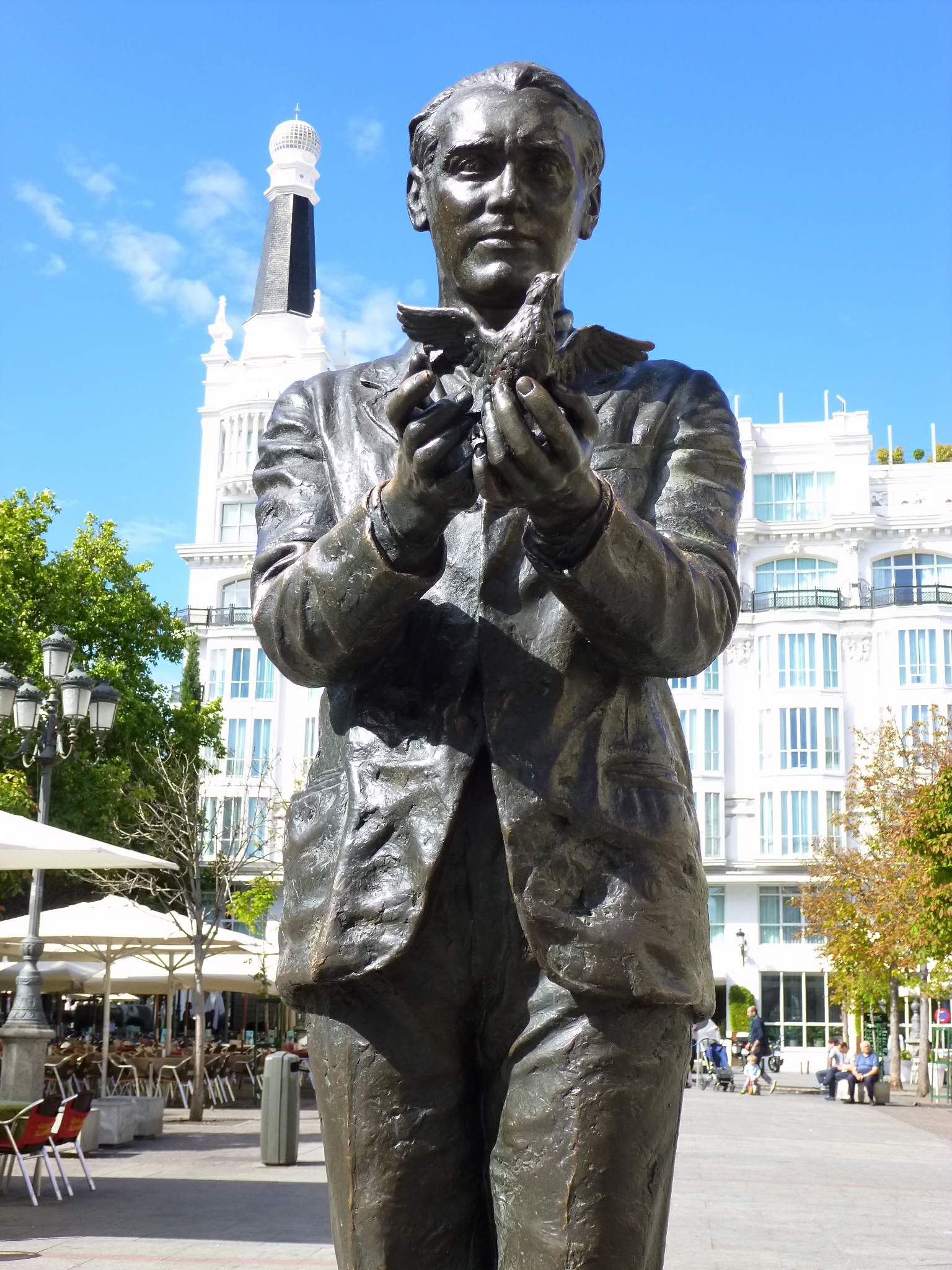
Monument a García Lorca a Madrid

## Exposicions individuals
- 1965. Galeria Juana Mordó. Madrid.[5]
- 1973. Galeria Juana Mordó. Madrid; Galeria Juana de Aizpuru. Sevilla.[5]
- 1975. Fundació "Rodríguez Acosta". Granada.[5]
- 1979. Galeria Maese Nicolás. León.[5]
- 1980. Exposició Antològica, Palau de Cristall del Retiro. Madrid; Exposició Antològica, Caja de Ahorros de Astúries. Oviedo, Gijón.[5]
- 1981. Exposició: maqueta i dibuixos per al Projecte de Monument a Andrés Segovia, Casa de Cultura de Linares. Linares.[5]
- 1982. Exposició Antològica en el Museu Nacional d'Escultura. Valladolid.[5]
- 1983. Exposició Antològica, Institució Cultural "El Brocense", Monestir de Sant Francesc. Càceres; Exposició Antològica en la Fundació Santillana, Santillana del Mar.[5]
- 1985. Fundació "Rodríguez Acosta". Granada; Exposició de dibuixos: Projecte d'Escultura de Federico García Lorca, Teatro Español. Madrid.[5]
- 1986. Sala Luzán, Caja de la Inmaculada, Zaragoza.[5]
- 1987. Sala de Exposicions de la “Caja de Ahorros de Alicante y Murcia”. Alicante.[5]
- 1989. Exposició Retrospectiva en Cultural Rioja, Sala Amós Salvador (Logroño)i Museu d'Albacete.[5]
- 1990. Museu Barjola. Gijón; Casa Municipal de Cultura de Avilés.[5]
- 1995. Exposició Antològica: Obra 1960-1995, Sala de Exposicions de Plaza de España. Madrid.[5]
- 1997. Galeria Leandro Navarro. Madrid.[5]
- 1998. "La realidad paralela", Caja de Asturias. Oviedo
- 2005. "L'escultura dorment. Julio López Hernández, el dibuix com a procés", Sala Cultural Cajastur, Oviedo.[5]

## Obres Públiques

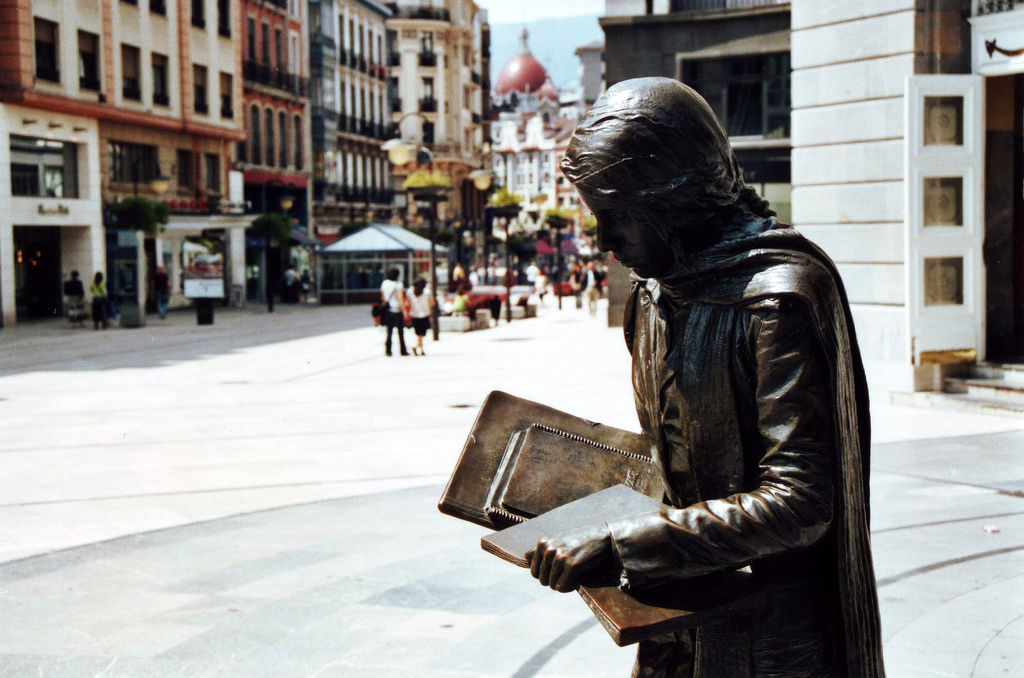
Esperanza caminando escultura urbana d'Oviedo

- Tors de Jorge Manrique, 1984, Paredes de Nava, Palència.[5]
- Monument a Andrés Segòvia, 1982-1985, Linares, Jaén.[5]
- Monument a Federico García Lorca, 1985-1986, Plaça de Santa Anna, Madrid.[5]
- Un pintor per al Prado, 1988-1989, Museu del Prado, Madrid.[5]
- “Formaste de tu amor simetria”, 1991, Glorieta dels Til·lers del Jardí Botànic de Madrid.[5]
- Bust de Fernando de los Ríos, 1995-1996, Residència d'Estudiants Carles III, Madrid.[5]
- Bust homenatge a Gerardo Diego, 1997-98, Santander (rèplica a Madrid.[5])
- Esperanza caminando, 1998, Teatre Campoamor, Oviedo.[5]
- Monument al pintor Sebastià Muñoz, 2005, Parc Històric de Navalcarnero, Madrid.[5]

## Obres en Museus i Col·leccions Privades
- Museu Nacional Centre d'Art Reina Sofia, Madrid.[5]
- Museu Nacional de la Moneda, Madrid.[5]
- Museu de Figueira de Foz, Portugal.[5]
- Museu d'Art Contemporani, Sevilla.[5]
- Museum Atheneum, Helsinki.[5]
- Muzeum Sztuki Medalierskiej, Varsovia.[5]
- Musèe de Sculpture en Plein Air, Middelheim, Amberes.[5]
- Col·lecció d'Art del Segle XX. Casa de la Asegurada, Alicante.[5]
- Museu de Belles Arts d'Àlaba, Vitoria.[5]
- Museu Britànic, Departament de Medalles, Londres.[5]
- Museu d'Art Contemporani, casa dels Cavalls, Càceres.[5]
- Museu Nacional d'Escultura, Valladolid.[5]
- Museu Vaticà, Roma.[5]
- Col·lecció Fundació Joan March, Madrid.[5]
- Museu a l'Aire Lliure de Hakone, Japón.[5]
- Sala Juan de Villanueva, Museu del Prado, Madrid.[5]
- Palais de l'Europe, Strasburg.[5]
- Chase Manhattan Bank, New York.[5]
- Auditori Nacional de Música, Madrid.[5]
- Col·lecció Amics de l'Art Contemporani, Madrid.[5]
- Col·lecció ICO, Institut de Crèdit Oficial, Madrid.[5]
- Reial Acadèmia de Belles Arts de San Fernando, Madrid.[5]
- Col·lecció March, Palma.[5]